# Matthias Buchholz (Bratschist)

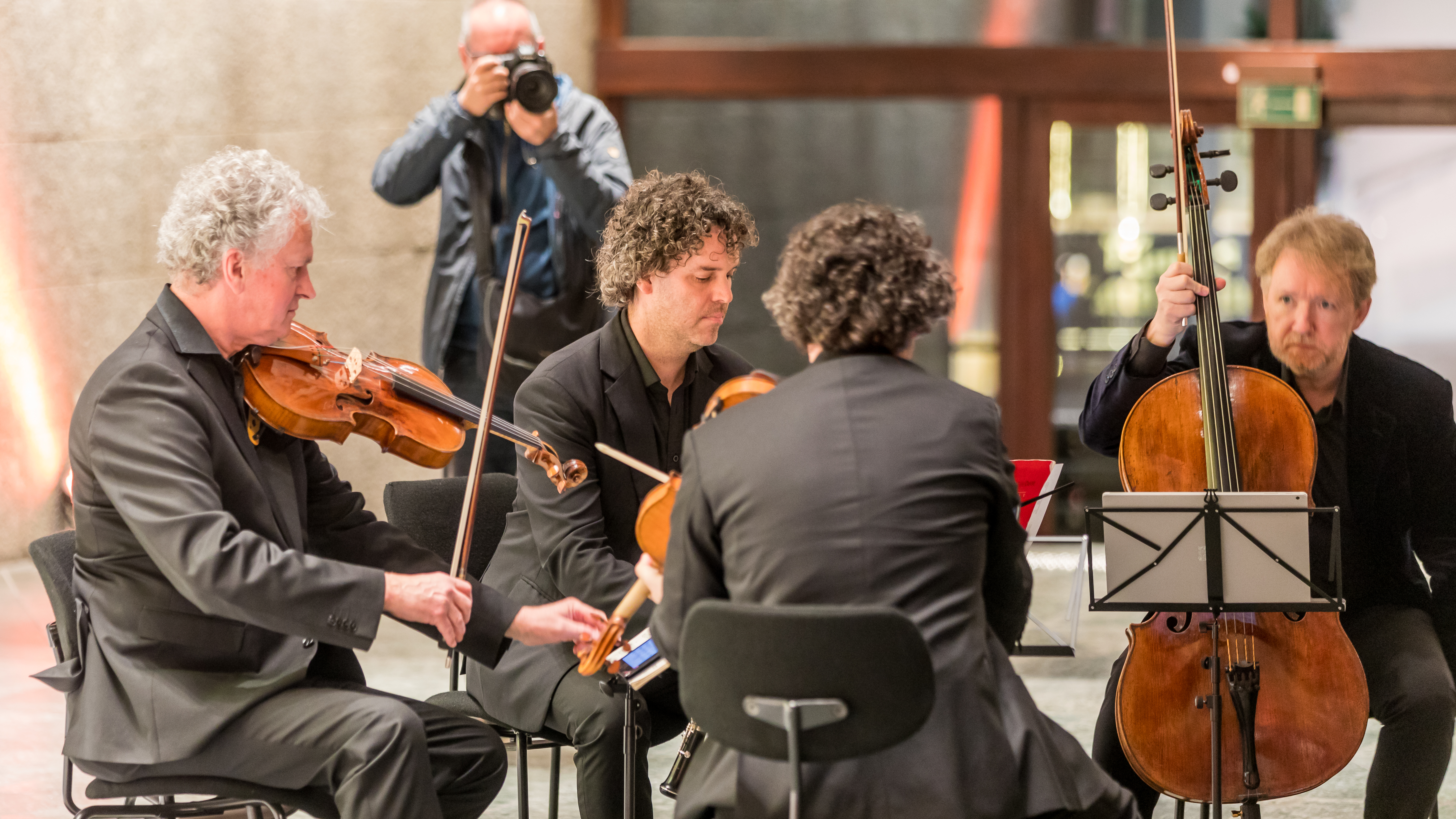
Matthias Buchholz, 1. von links, spielt mit dem Ensemble „KammerMusikKöln“, 2024

Matthias Buchholz (* 14. Dezember 1957 in Hamburg) ist ein deutscher Bratschist und seit 1990 Professor für Bratsche in Köln und Genf.

## Werdegang
Matthias Buchholz begann ein Musikstudium in Hamburg, weitere Studien führten ihn nach Cincinnati, Detmold und an das Curtis Institute of Music in Philadelphia. Er war Preisträger des Deutschen Musikwettbewerbs Bonn 1978, des Coleman Competition in Los Angeles 1981, sowie im Internationalen Musikwettbewerb Budapest 1984.
Seit 1976 konzertiert Buchholz als Solist und in Ensembles in Europa, in den USA und Kanada, Südamerika und im Fernen Osten. Seit 1991 ist er Mitglied des Linos-Ensembles, mit dem er eine Reihe von CDs eingespielt hat.
Von 2003 bis 2008 war er außerdem als Gründungsmitglied im Heine-Quartett, das das an Robert Schumann gewidmete „Adagio für Streichquartett“ von Aribert Reimann beim Düsseldorfer Schumannfest 2006 uraufführte. Weitere Uraufführungen waren „Hölderlin lesen II“ für Viola, Sprechstimme und live-Elektronik von Hans Zender und „Come and go“ von Heinz Holliger.
Matthias Buchholz war von 1986 als erster Solobratscher im Radio-Sinfonieorchester Stuttgart des SWR, bis er 1990 als Professor für Bratsche an die Hochschule für Musik und Tanz Köln berufen wurde. Seither leitet er zusätzlich Meisterkurse in Asien, in den USA und in Europa. 2013 bis 2018 unterrichtete er außerdem an der HEM Genf als Nachfolger von Nobuko Imai.
Buchholz konzertiert in Recitals und bei Kammermusik-Konzerten und -Festivals wie u. a. in Avignon, Köln, Berlin, Marlboro, Hitzacker, Lyon, Schleswig-Holstein, Ottawa, Salzburg, Mondsee, Russland u. a. mit dem Auryn Quartett und dem American String Quartet.